# Benjamin François
Benjamin François est producteur et animateur de radio français. Il travaille à Radio France depuis 2002, et à France Musique de 2004 à 2024.

## Jeunesse
Benjamin François est né le 18 mars 1971 à Bordeaux. Il a fait des études de lettres (allemand et histoire) tout en réalisant un cursus d'orgue et de chant choral.

## Parcours
Il a tout d'abord animé l'émission Note bleue classique sur France Bleu Nord de 2002 à 2004, puis a proposé à partir de juillet 2004 des sujets ponctuels à France Musique (deux ateliers de création radiophonique Sur les pas de Bach et À l'Est des musiques manouches), différents reportages pour Musiques nomades de Suzana Kubik et la matinale de France Musique (présentée successivement par Arnaud Merlin et Lionel Esparza), séries thématiques (La Musique allemande, Dame Musique en Alsace et portraits de musiciens dans l'émission Grands Interprètes).
De 2007 à 2011, Benjamin François anime Organo pleno, émission d'orgue de France Musique, le lundi, puis le mardi soir de 22h30 à minuit. L'émission alterne reportages, écoute du répertoire d'orgue, découverte des organistes présents et passés et une dizaine de concerts enregistrés chaque saison en province et à Paris.
De 2011 à 2013, Benjamin François toilette l'émission de critique musicale de France Musique La Tribune des critiques de disques qui s'appellera désormais Le Jardin des critiques. Souvent en compagnie de Jean-Pierre Derrien, de l'organiste Vincent Warnier et d'un invité en lien avec l'affiche musicale, Benjamin François souhaite redonner à l'émission une dimension vivante, volontiers polémique et joyeuse. À ce titre, le public est amené à donner son avis.
De 2013 à 2017, Benjamin François anime une des émissions « piliers » de France Musique : Sacrées Musiques, le dimanche en première partie de matinée. 
À la rentrée 2017, il reprend la présentation des concerts de Radio France, le jeudi et le vendredi soir à 20h. Il assure également une série de Grands entretiens avec le chef d'orchestre Jean-Claude Malgoire diffusée un mois avant sa disparition. En novembre 2018, il consacre une nouvelle série de Grands Entretiens au chef de l'ensemble Organum, spécialiste de musique médiévale, Marcel Pérès, puis en janvier 2019 au chef d'orchestre allemand Marek Janowski, en février 2019 à la violoniste américaine Hilary Hahn, en août 2019 à l'organiste Daniel Roth et en octobre 2019 au claveciniste et chef Rinaldo Alessandrini.
Le 2 octobre 2019, Benjamin François a animé un tournoi d'improvisation à l'Auditorium de Radio France entre les organistes Thomas Ospital et Karol Mossakowski .
En juillet et août 2020, il fait découvrir aux auditeurs le "Pays des orgues" en partant sur les routes d'Alsace, du Territoire de Belfort, des cantons suisses du Jura et de Berne et en ramener une série de huit émissions dédiée à quelques orgues remarquables : Les organistes qui y apparaissent sont : Jean-Charles Ablitzer, Antonio Garcia, Jean-Baptiste Monnot, Elise Rollin, Samuel Wolfer et Olivier Wyrwas. L'émission est aussi diffusée sur RSR / Espace 2.
Parallèlement à ses activités à Radio France, Benjamin François donne des conférences sur des sujets musicaux dans des institutions musicales françaises (Opéra de Nancy-Lorraine, Opéra de Montpellier-Languedoc-Roussillon, Orchestre symphonique de Mulhouse, Orchestre national de Lille, Philharmonie de Paris...), a une activité de critique musical au quotidien Dernières Nouvelles d'Alsace et est, depuis septembre 2015, dramaturge à l'Opéra national de Montpellier.

## Publication
- Les 100 chefs-d’œuvre du classique, Editions First, 2018  (ISBN 978-2-412-03972-4)
- La Discothèque idéale de France Musique (coauteur), Éditions Gründ-France-Musique, 2020,  (ISBN 978-2-3240-2509-9), Préface de Frédéric Lodéon, ouvrage dirigé par Lionel Esparza.